# Атомска подморница
Атомска подморница је подморница која осим торпеда носи и балистичке, нуклеарне пројектиле, и што као погонски агрегат користи један или више нуклеарних реактора. Највећа подморница овог типа а уједно и највећа свих времена је Руска подморница Тајфун.